# Pedro Antonio González
Pedro Antonio González (n. 22 mai 1863 - d. 3 octombrie 1903) a fost un poet și jurnalist chilian.
Precursor al modernismului, lirica sa este caracterizată prin muzicalitate, tonalități pesimiste, bogăție a limbajului și prin tendințele către parnasianism și simbolism.

## Scrieri
- 1895: Ritmuri ("Ritmos")
- 1905 și 1917: Poezii ("Poestas").